# Howard Arthur Bowman
Howard Arthur Bowman (ur. 11 stycznia 1894 w Clyde, Nowy Jork - zm. 4 marca 1971 w Monterey, Kalifornia) – amerykański urzędnik konsularny i dyplomata.

## Życiorys
Syn Chestera Henry'ego i Sophii. Absolwent szkoły średniej Clyde High School w Clyde, NY oraz szkoły biznesu Wharton School na Uniwersytecie Pennsylwanii w Filadelfii (1917). Zatrudniony jako pracownik bankowy (1913). Brał udział w działaniach I wojny światowej w szeregach Służby Medycznej St. Zj. w ramach Armii Francuskiej (1917-1919). W 1919 wstąpił do Służby Zagranicznej, pełniąc szereg funkcji konsularno-dyplomatycznych, m.in. wicekonsula w Gdańsku (1921-1923), Salonikach (1923-1924), wicekonsula/konsula w Trieście (1924-1931), konsula w Sault Sainte Marie (1931-1932), Mexicali (1932-1937), Glasgow (1937-1942), Cali (1942-1945), Poznaniu (1945-1946), Gdańsku (1946-1949), krótko z/s w Sopocie (1946), i Bergen (1949-1952), oraz pracownika Sekcji Politycznej Ambasady w Wiedniu (1958-1962). Został pochowany na cmentarzu "Maple Grove" (Maple Grove Cemetery) w Clyde, NY.